# Pataca de Macau
A pataca de Macau ou pataca macaense (chinês tradicional: 澳門圓, chinês simplificado: 澳门圆, pinyin: Àomén Yuán, Wade–Giles: Ao4-men2 Yüan2, Jyutping: Oumunjyn, romanização Yale: Au4men2yuan2; código ISO 4217: MOP) é a moeda oficial de Macau. É subdividida em cem avos (仙; sin), com dez avos sendo denominados como ho (毫) em cantonês. A abreviação MOP$ é comummente utilizada.
Macau adotou um comité monetário em que a pataca, de curso legal, é apoiada inteiramente pelas reservas internacionais, neste caso, pelo dólar de Hong Kong. Além disso, este comité monetário, a Autoridade Monetária de Macau (AMCM), tem a obrigação legal de emitir e resgatar a pataca sob demanda em relação ao dólar de Hong Kong, a uma taxa de câmbio fixa e sem limite.

## História
A pataca foi introduzida em Macau e em Timor Português (na época colónias de Portugal e atualmente: Região Administrativa Especial de Macau da República Popular da China e República Democrática de Timor-Leste) no ano de 1894, como uma unidade de conta. Inicialmente, a unidade correspondia ao peso mexicano, e substituiu o real português com uma taxa de câmbio de uma pataca = quatrocentos e cinquenta réis. O nome pataca deriva do facto de os portugueses sempre se referirem a peça de oito como pataca mexicana.
No final do século XIX, não havia uma moeda única em utilização em Macau, mas as moedas predominantes que circulavam eram as de prata como o peso mexicano, os dólares comerciais britânicos de Hong Kong e dos Estabelecimentos dos Estreitos, bem como os dólares de prata e a moeda fracionária da província vizinha de Cantão. O governo de Macau, querendo criar a sua própria moeda oficial, autorizou, em 1901, o Banco Nacional Ultramarino (BNU) a emitir notas com a denominação de patacas. A 27 de janeiro de 1906, as notas em valores de 1, 5, 50 e 100 patacas foram introduzidas e todas as moedas estrangeiras foram proibidas, para tornar a pataca a única moeda de curso legal em Macau. No entanto, como os chineses estavam acostumados a utilizar a prata nos negócios, suspeitaram deste novo papel-moeda, e como tal, a nota da pataca sempre circulou com desconto em relação às moedas de dólar de prata. Em contrapartida, uma ação semelhante exatamente ao mesmo tempo nos Estabelecimentos dos Estreitos e com a mesma finalidade, teve um efeito diferente em transformar o novo dólar dos Estreitos para o padrão-ouro comercial. Assim, tanto a pataca de Macau quanto o dólar dos Estreitos foram lançados num valor esterlino de dois xelins e quatro dinheiros, mas onde o dólar dos Estreitos manteve-se neste valor até a década de 1960, a pataca de Macau flutuou com o valor da prata, assim como a unidade de Hong Kong.
Em 1935, quando Hong Kong e a China abandonaram o padrão-prata, a unidade de Hong Kong foi indexada à libra esterlina a uma taxa de um xelim e três dinheiros, enquanto que a pataca de Macau foi indexada ao escudo português a uma taxa de 5,5 escudos. Isto significava que a pataca de Macau valia apenas um xelim esterlino e portanto, com um desconto de três libras esterlinas em relação à unidade de Hong Kong.
A primeira moeda exclusiva de Macau entrou em circulação em 1952, após as últimas moedas fracionárias serem cunhadas pela pataca de Timor Português. Naquele ano em Macau, as notas abaixo de dez patacas foram substituídas por moedas.
| Data estabelecida | 1 pataca =                |
| ----------------- | ------------------------- |
| 1894              | 1 peso mexicano           |
| 1935              | 5,5 escudos portugueses   |
| 1949              | 5 escudos portugueses     |
| 1967              | 4,75 escudos portugueses  |
| 1973              | 5,015 escudos portugueses |
|                   | 1 dólar de Hong Kong =    |
| 1977              | 1,075 patacas             |
| 1978              | 1,0025 patacas            |
| 1979              | 1,0425 patacas            |
| 1983              | 1,03 patacas              |

Em 1980, o governo de Macau criou o Instituto Emissor de Macau (IEM), que recebeu o direito de monopólio para emitir as notas em patacas. O Banco Nacional Ultramarino tornou-se o banco agente do IEM e continuou as suas funções de emissão de notas. Num acordo feito com o Banco Nacional Ultramarino a 16 de outubro de 1995, o Banco da China, Sucursal de Macau (中國銀行澳門分行) tornou-se o segundo banco emissor de notas. A autoridade para emitir as patacas foi transferida para a Autoridade Monetária de Macau.

## Moedas

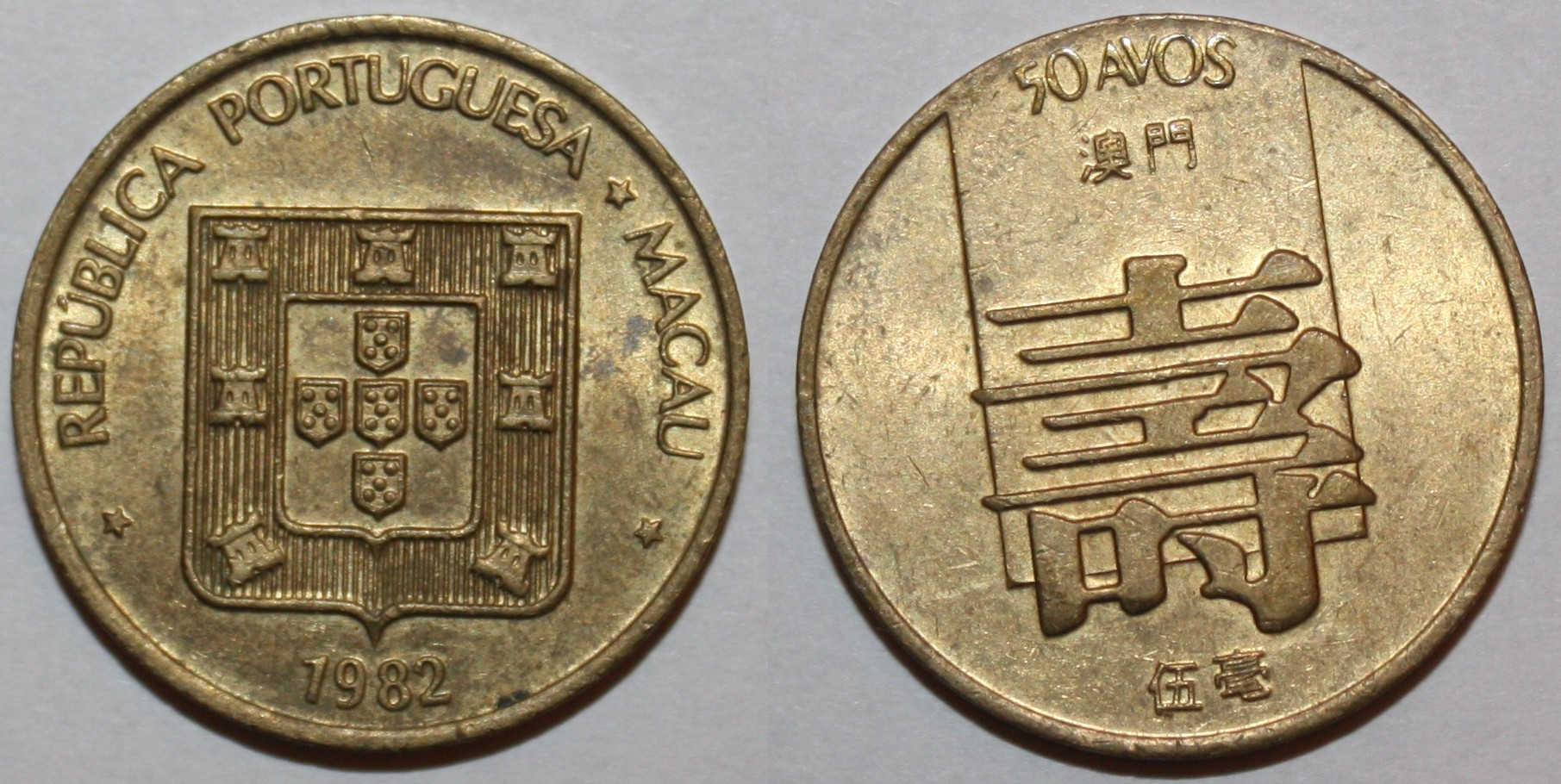
50 avos, 1982
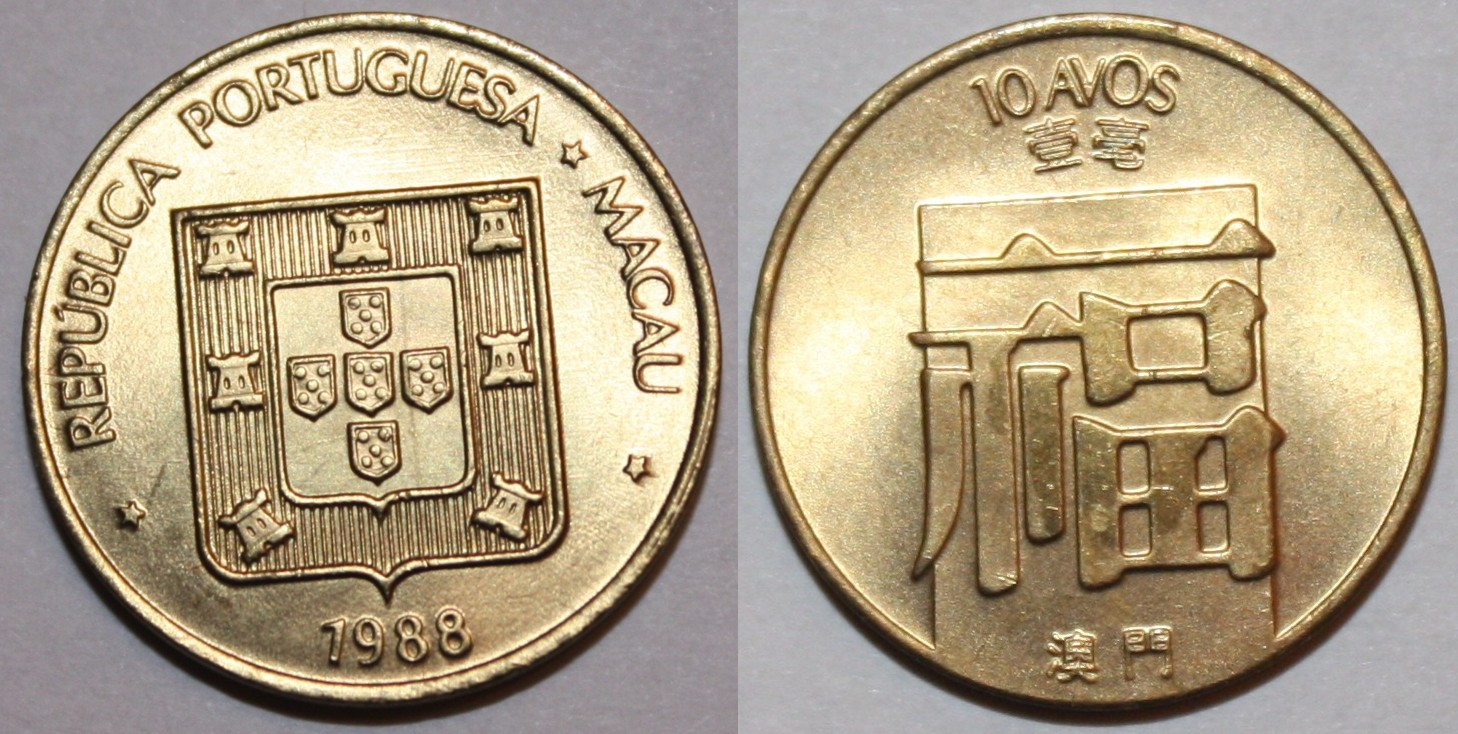
10 avos, 1988
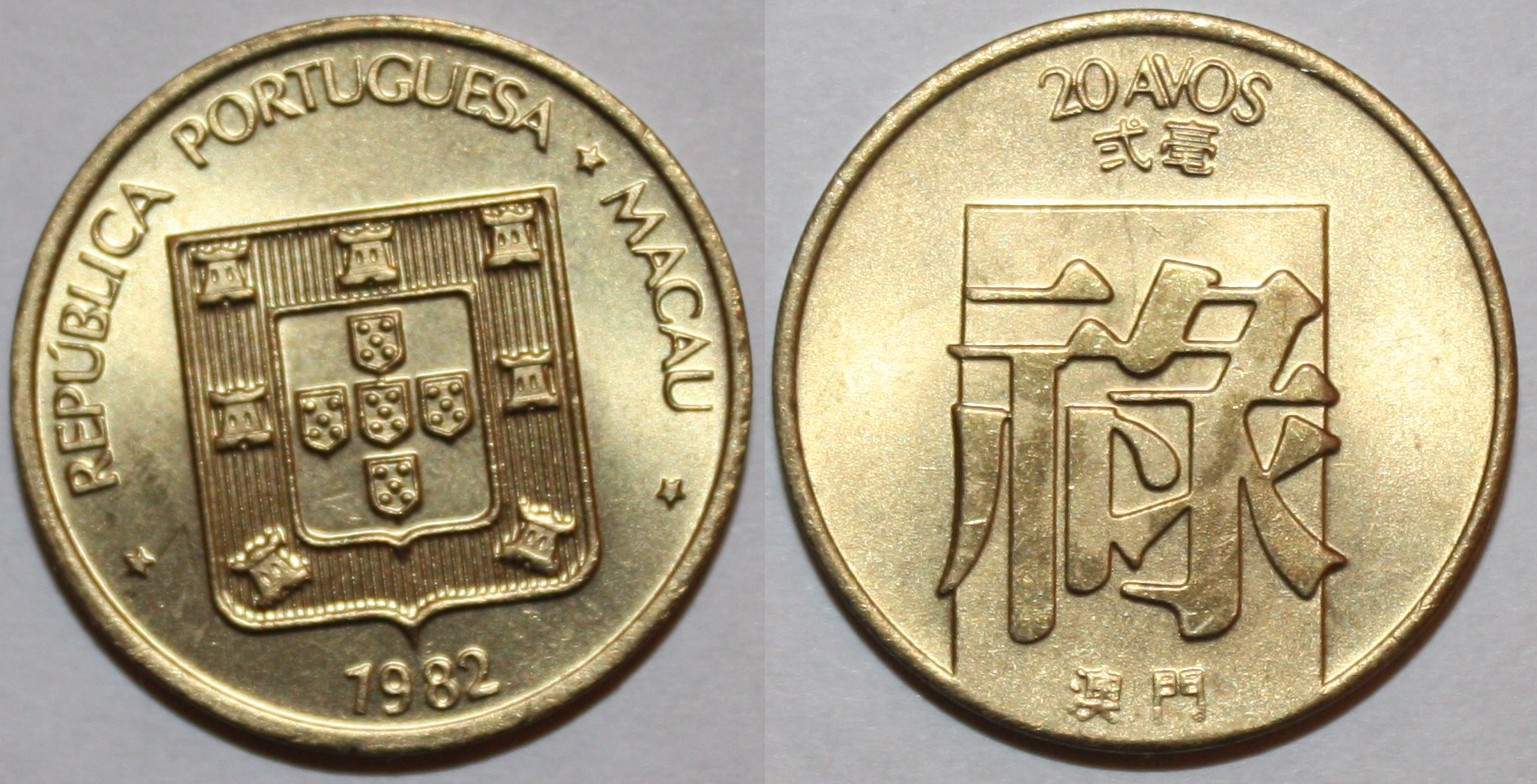
20 avos, 1982

As moedas não foram emitidas para utilização em Macau até 1952, sendo circulada a moeda de vinte cêntimos da província de Cantão. Em 1952, foram introduzidas as moedas de 5 e 10 avos de bronze, 50 avos de cuproníquel e as moedas de 1 e 5 patacas de prata de 720 milésimos. O latão de níquel substituiu o bronze em 1967, incluindo a última emissão de 5 avos. Em 1968, o níquel substituiu a prata em 1 pataca. Em 1971, foi produzida a emissão final da moeda de 5 patacas de prata de 650 milésimos.
As moedas de 20 avos e 5 patacas foram cunhadas de forma dodecagonal em 1992 e 1993, respetivamente, enquanto que a moeda bimetálica de 10 patacas foi introduzida em 1997 e a moeda de 2 patacas de cuproníquel foi introduzida em 1998, sendo todas emitidas pela Autoridade Monetária de Macau.
| Imagem  | Imagem  | Valor   | Descrição                       | Descrição       | Descrição                                                          | Ano da primeira cunhagem |
| Anverso | Reverso | Valor   | Composição                      | Anverso         | Reverso                                                            | Ano da primeira cunhagem |
| ------- | ------- | ------- | ------------------------------- | --------------- | ------------------------------------------------------------------ | ------------------------ |
|         |         | 10 avos | Latão                           | "Macau", "澳門" | Valor, fatos típicos da dança do leão                              | 1993                     |
|         |         | 20 avos | Latão                           | "Macau", "澳門" | Denominação, Barco Dragão                                          | 1993                     |
|         |         | 50 avos | Latão                           | "Macau", "澳門" | Denominação, Dança do Dragão                                       | 1993                     |
|         |         | MOP$1   | Cuproníquel                     | "Macau", "澳門" | Valor, Fortaleza da Guia                                           | 1992                     |
|         |         | MOP$2   | Cuproníquel                     | "Macau", "澳門" | Denominação, o Templo de A-Má e a Capela de Nossa Senhora da Penha | 1998                     |
|         |         | MOP$5   | Cuproníquel                     | "Macau", "澳門" | Denominação, Ruínas de São Paulo, Junco chinês                     | 1992                     |
|         |         | MOP$10  | Anel: Latão Centro: Cuproníquel | "Macau", "澳門" | Valor, Igreja de São Domingos                                      | 1997                     |

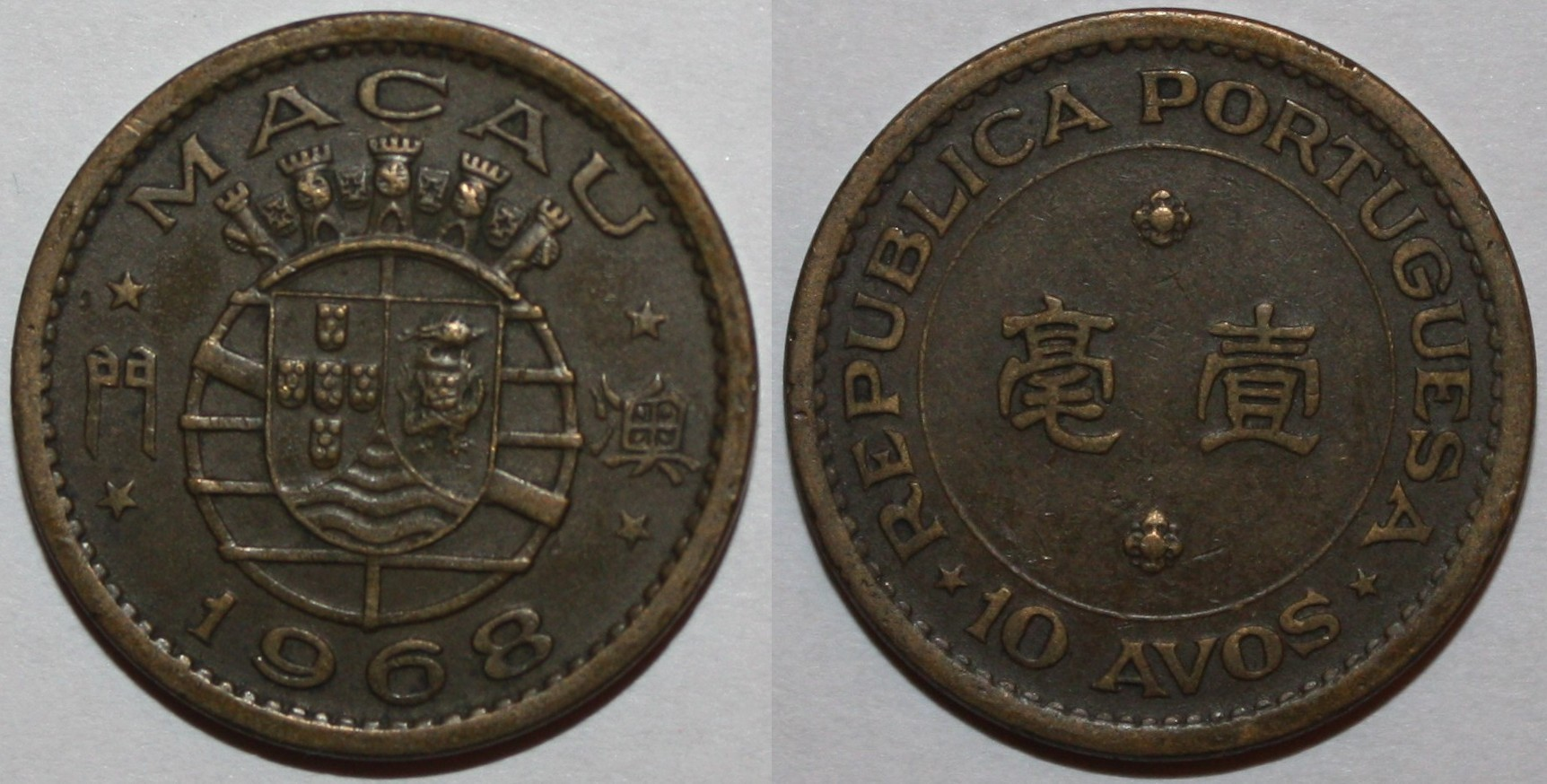
10 avos, 1968
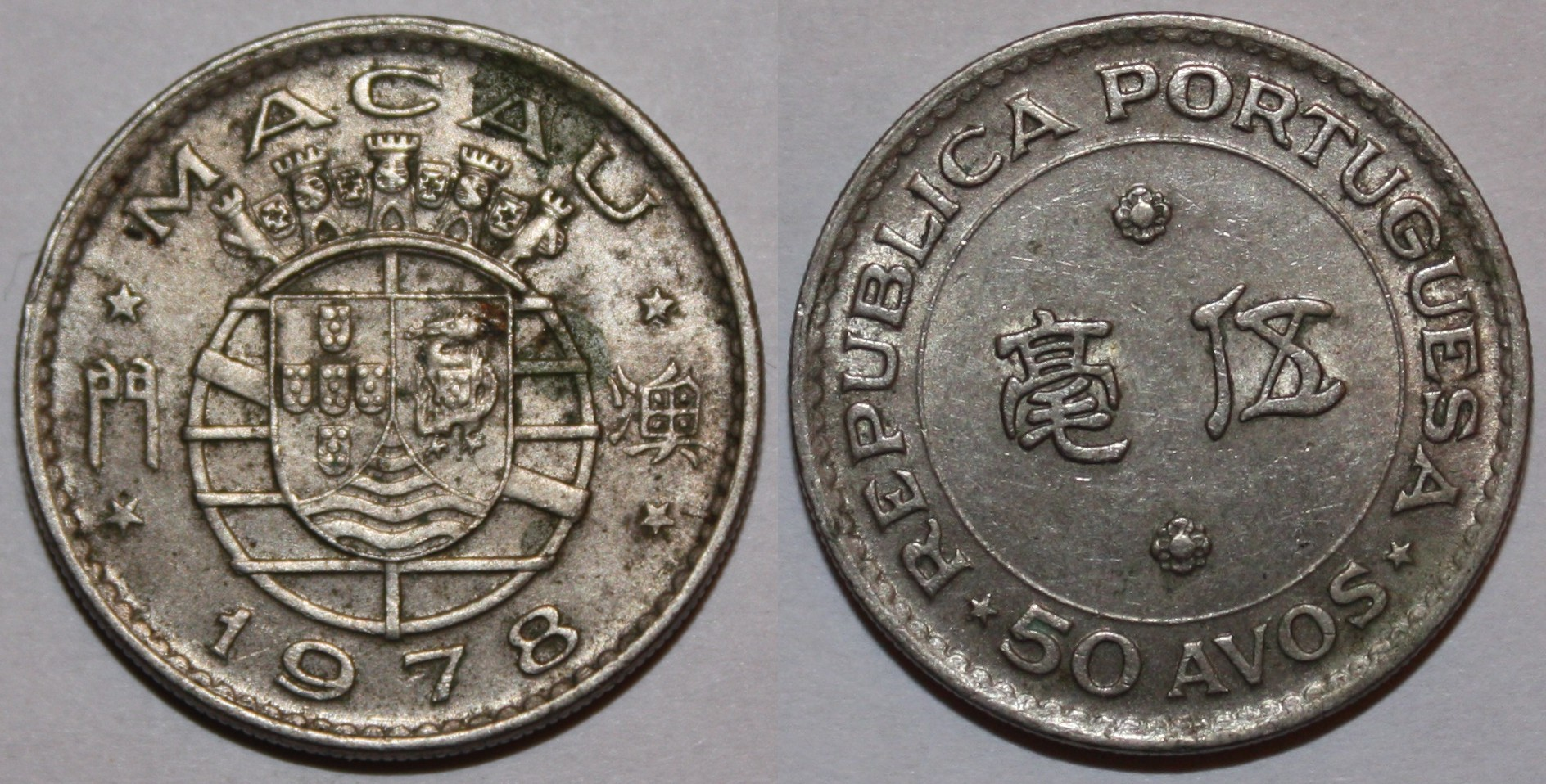
50 avos, 1978
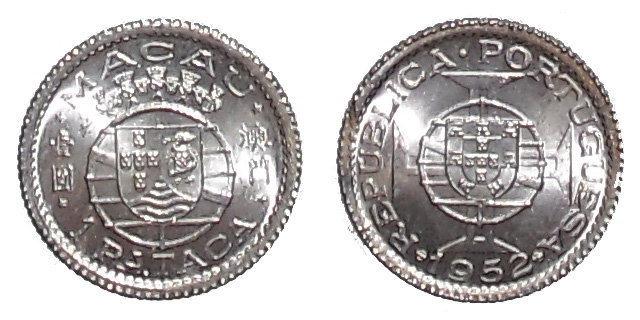
1 pataca, 1952
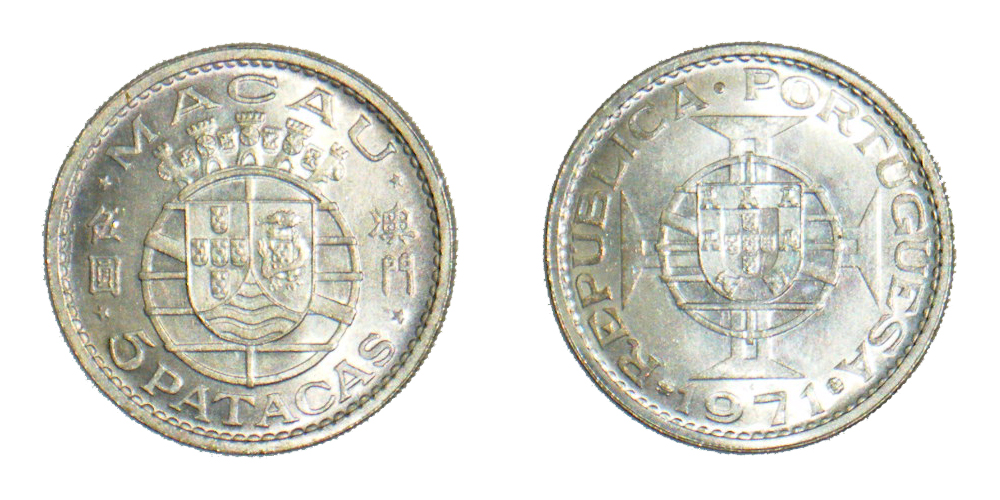
5 patacas, 1971

- 50 avos, 1982
- 10 avos, 1988
- 20 avos, 1982

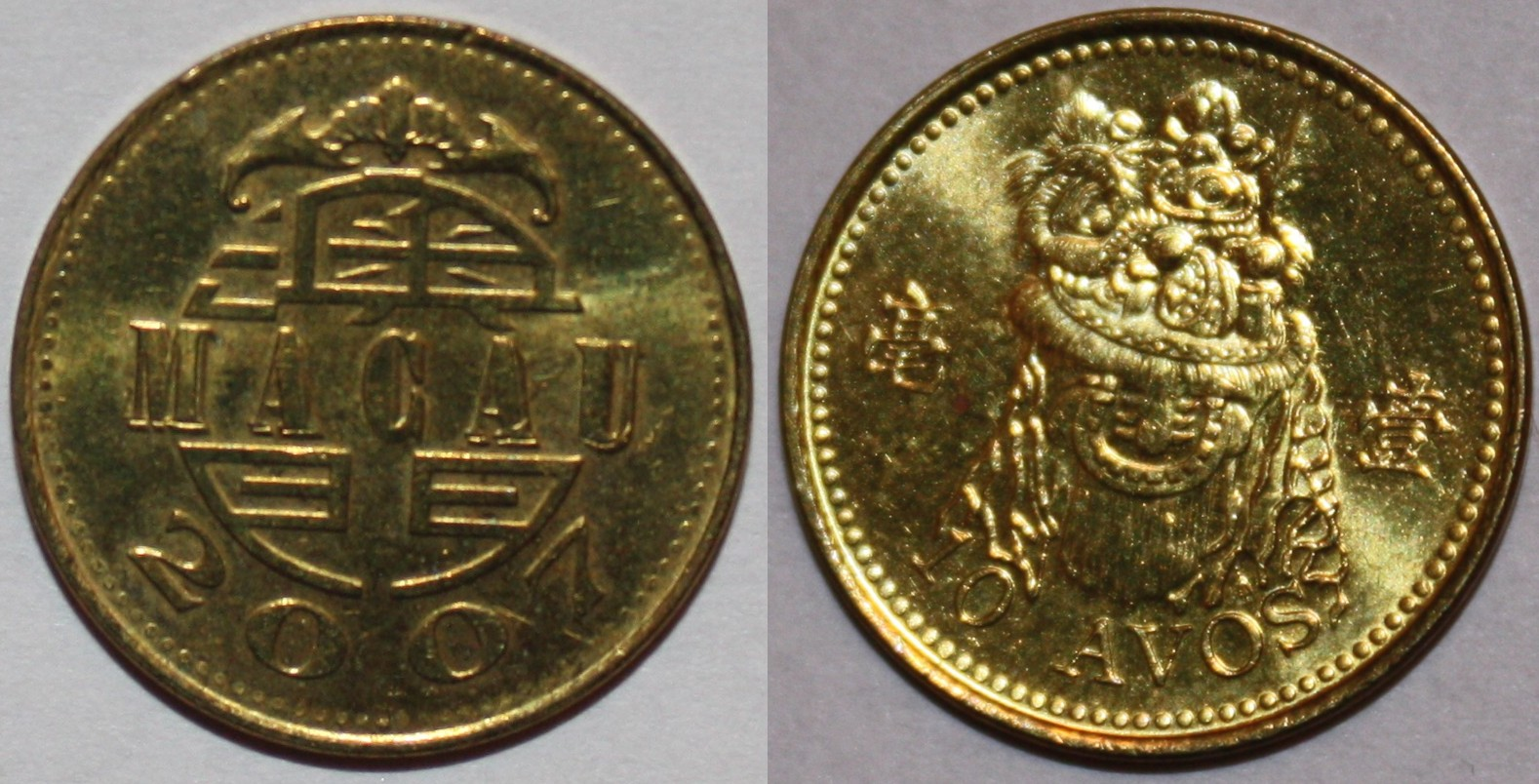
10 avos, 2007
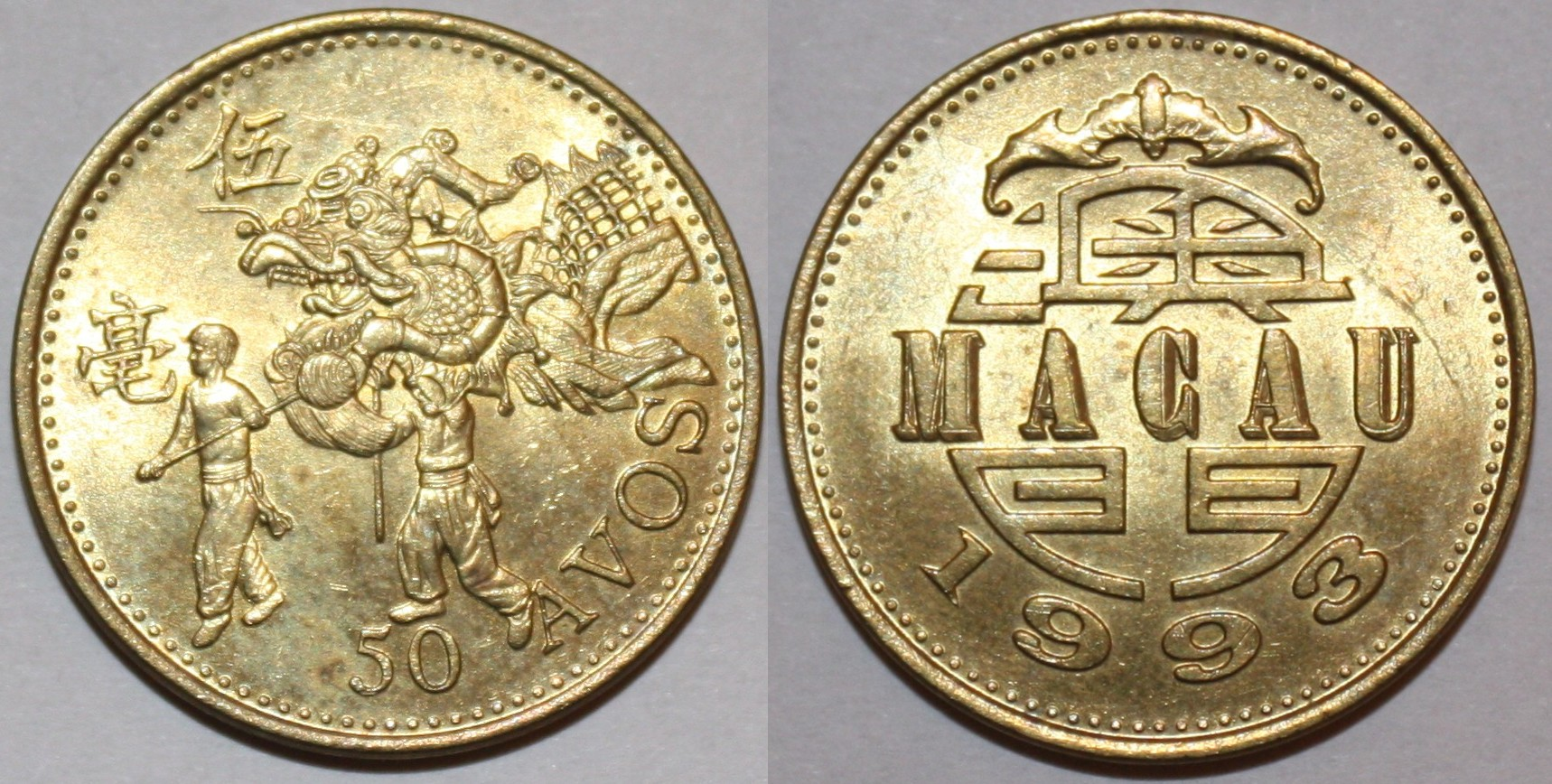
50 avos, 1993
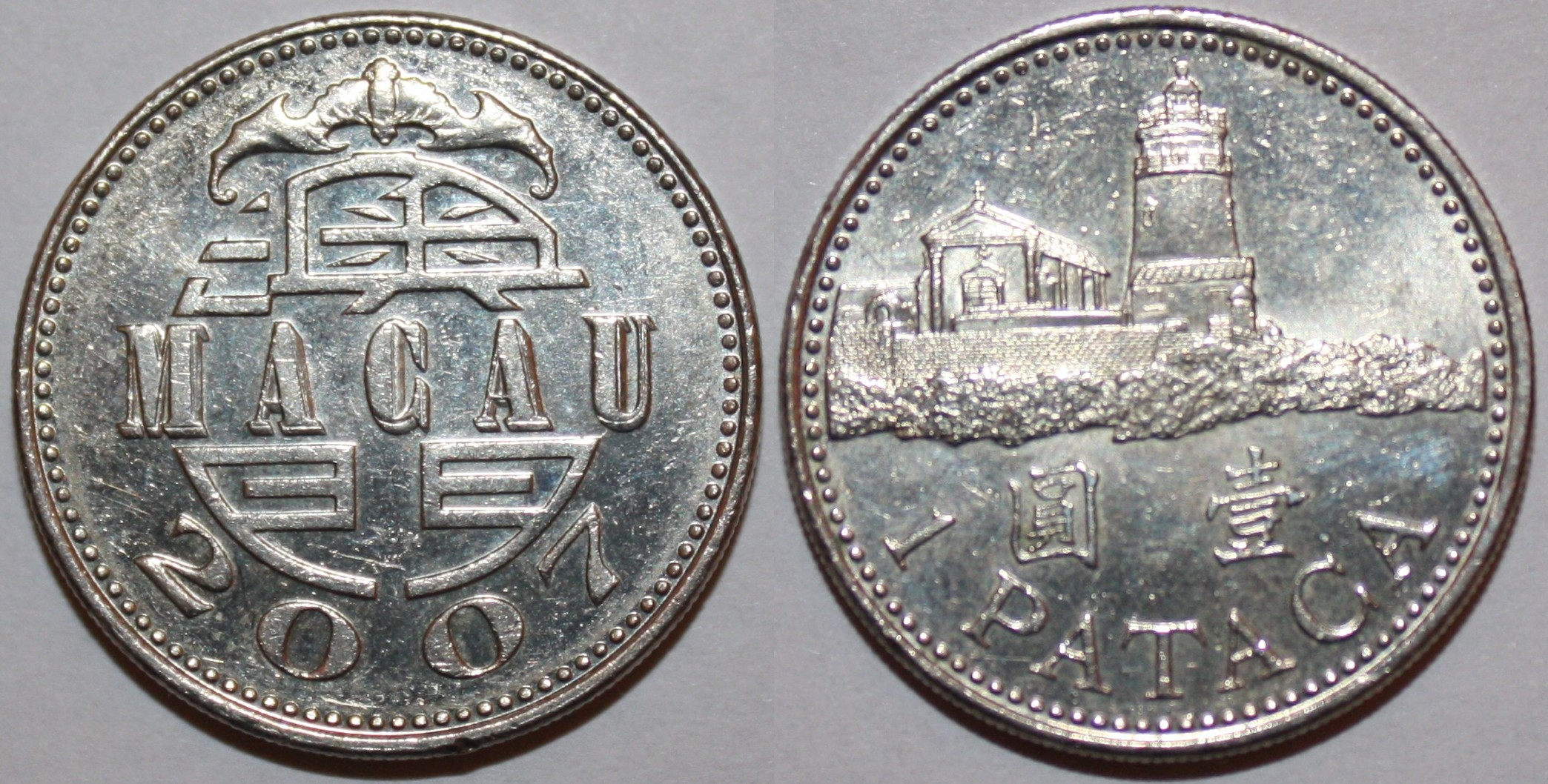
1 pataca, 2007
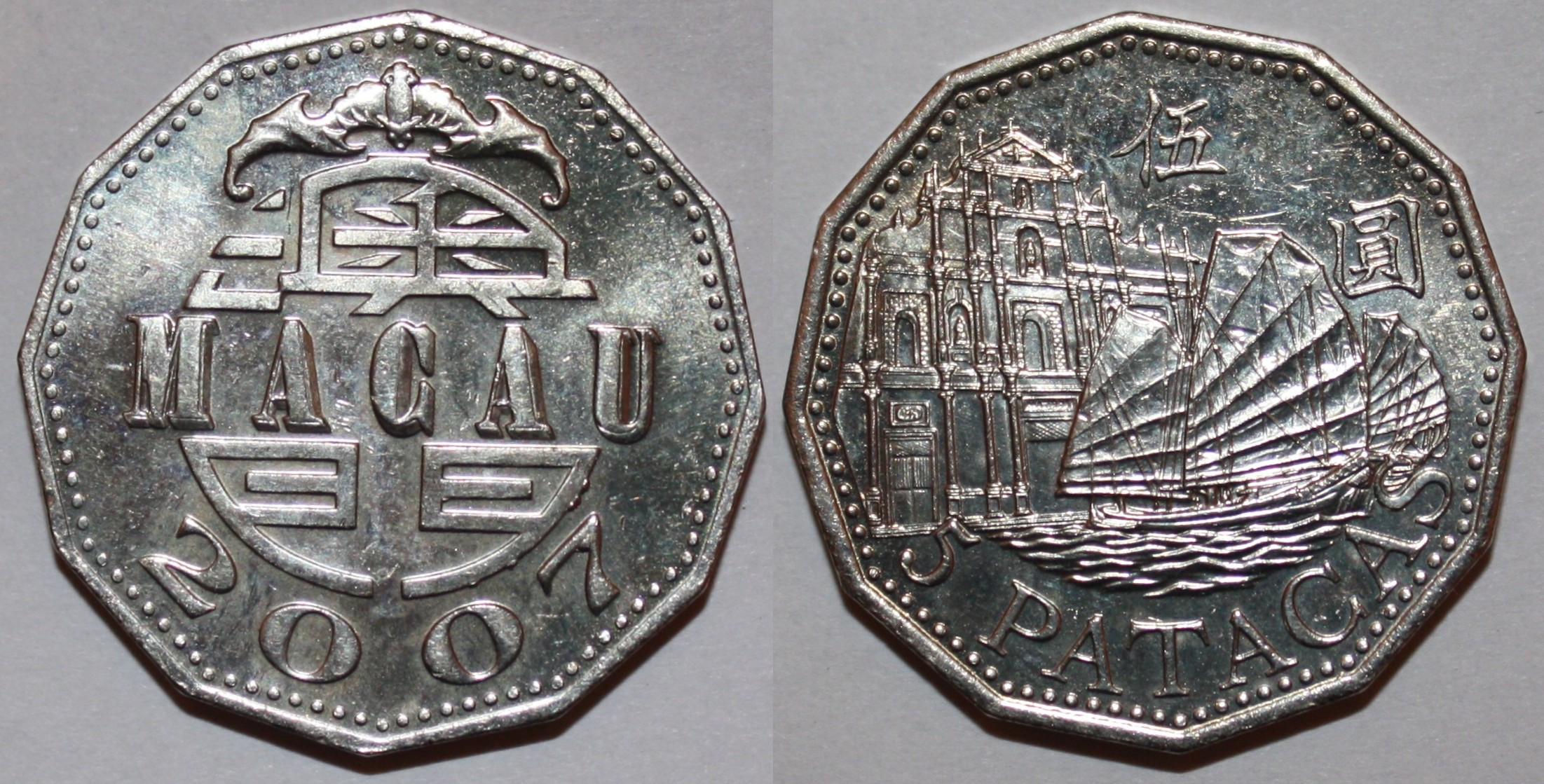
5 patacas, 2007

## Papel-moeda
Numa medida semelhante à emissão das notas de Hong Kong, as notas de Macau não são emitidas por um banco central ou por uma autoridade monetária, mas sim por dois bancos comerciais, o Banco Nacional Ultramarino e o Banco da China. Devido ao passado colonial português de Macau, as notas de banco são impressas em português e em chinês, incluindo o nome do Banco da China (中國銀行).
Após as emissões iniciais das notas de pataca em 1906, a nova moeda foi completada no ano seguinte por notas de 10 e 25 patacas, e em fevereiro de 1920 foram adicionadas notas de 10 e 50 avos. Em 1923, o Banco Vui Hang introduziu as notas 10 patacas, declarando ter apoio dos vinte cêntimos cantoneses. Estas notas foram apoiadas até 1934 por cheques bancários emitidos por diversos bancos em valores de 1, 5, 10, 50, 100, 200, 400, 800 e 1 000 dólares, presumivelmente equivalentes à pataca. O Banco Nacional Ultramarino aumentou as notas de 1 e 20 avos em 1942 e em 1944 foram introduzidas as notas de 500 patacas. No mesmo ano, foram emitidos os cheques de 1 000 iuanes e 5 000 NC$. As notas de 25 patacas deixaram de ser emitidas após 1958.
A 8 de agosto de 1988, o Banco Nacional Ultramarino emitiu uma nota de 1 000 patacas, sendo o mais alto valor desta nota. Por causa do número oito em chinês (ba) ser semelhante a palavra "enriquecer" (fa; 發), esta data única que ocorre apenas uma vez por século, dá a nota um significado especial. Outro facto importante é a substituição do brasão de armas de Portugal pelo logótipo do Banco Nacional Ultramarino, eliminando um símbolo político na perspetiva da reunificação com a China. Em 1995, o Banco da China introduziu as notas em valores de 10, 50, 100, 500 e 1 000 patacas. O Banco Nacional Ultramarino e o Banco da China introduziram as notas de 20 patacas em 1996.

### Emissões atuais
As notas são emitidas atualmente em valores de 10, 20, 50, 100, 500 e 1 000 patacas. A atual série de notas do Banco Nacional Ultramarino foi emitida em 2005, enquanto que as últimas notas do Banco da China foram emitidas entre 1995 e 2003. As dimensões das notas são as mesmas que as notas bancárias de Hong Kong, com o valor correspondente ao número de dólares. A 20 de dezembro de 1999, o território de Macau foi devolvido à China, as notas de todos os valores (exceto as notas de 10 patacas) foram reimpressas por ambos os bancos com esta data. A 5 de janeiro de 2009, a Autoridade Monetária de Macau anunciou uma nova série de notas, datada de 2008 e lançada pelo Banco da China.
| Série de notas de 1990 do Banco Nacional Ultramarino | Série de notas de 1990 do Banco Nacional Ultramarino | Série de notas de 1990 do Banco Nacional Ultramarino | Série de notas de 1990 do Banco Nacional Ultramarino | Série de notas de 1990 do Banco Nacional Ultramarino | Série de notas de 1990 do Banco Nacional Ultramarino | Série de notas de 1990 do Banco Nacional Ultramarino                     | Série de notas de 1990 do Banco Nacional Ultramarino            | Série de notas de 1990 do Banco Nacional Ultramarino |
| Imagem                                               | Imagem                                               | Valor                                                | Descrição                                            | Descrição                                            | Descrição                                            | Descrição                                                                | Data impressa                                                   | Marca d'água                                         |
| Anverso                                              | Reverso                                              | Valor                                                | Dimensões                                            | Cor                                                  | Anverso                                              | Reverso                                                                  | Data impressa                                                   | Marca d'água                                         |
| ---------------------------------------------------- | ---------------------------------------------------- | ---------------------------------------------------- | ---------------------------------------------------- | ---------------------------------------------------- | ---------------------------------------------------- | ------------------------------------------------------------------------ | --------------------------------------------------------------- | ---------------------------------------------------- |
|                                                      |                                                      | MOP$10                                               | 138 × 69 mm                                          | Castanho                                             | Casa Memorial Sun Yat-sen                            | Vista da Ponte Governador Nobre de Carvalho, em Macau, na década de 1990 | 8 de julho de 1991                                              | Junco chinês                                         |
|                                                      |                                                      | MOP$10                                               | 138 × 69 mm                                          | Vermelho, violeta                                    | Casa Memorial Sun Yat-sen                            | Vista da Ponte Governador Nobre de Carvalho, em Macau, na década de 1990 | 8 de janeiro de 2001 8 de junho de 2003                         | Junco chinês                                         |
|                                                      |                                                      | MOP$20                                               | 143 × 71,5 mm                                        | Violeta                                              | Antiga sede do Banco Nacional Ultramarino            | Vista da Ponte Governador Nobre de Carvalho, em Macau, na década de 1990 | 1 de setembro de 1996 20 de dezembro de 1999 8 de junho de 2003 | Junco chinês                                         |
|                                                      |                                                      | MOP$50                                               | 148 × 74 mm                                          | Amarelo                                              | Dança do leão                                        | Vista da Ponte Governador Nobre de Carvalho, em Macau, na década de 1990 | 13 de julho de 1992 20 de dezembro de 1999                      | Junco chinês                                         |
|                                                      |                                                      | MOP$100                                              | 153 × 76,5 mm                                        | Azul                                                 | Junco chinês                                         | Vista da Ponte Governador Nobre de Carvalho, em Macau, na década de 1990 | 13 de julho de 1992 20 de dezembro de 1999 8 de junho de 2003   | Junco chinês                                         |
|                                                      |                                                      | MOP$500                                              | 158 × 79 mm                                          | Verde, amarelo, laranja                              | Templo de A-Má                                       | Vista da Ponte Governador Nobre de Carvalho, em Macau, na década de 1990 | 3 de setembro de 1990 20 de dezembro de 1999 8 de junho de 2003 | Junco chinês                                         |
|                                                      |                                                      | MOP$1000                                             | 163 × 81,5 mm                                        | Vermelho                                             | Dragão                                               | Vista da Ponte Governador Nobre de Carvalho, em Macau, na década de 1990 | 8 de julho de 1991 20 de dezembro de 1999 8 de junho de 2003    | Junco chinês                                         |

| Série de notas de 1995 do Banco da China | Série de notas de 1995 do Banco da China | Série de notas de 1995 do Banco da China | Série de notas de 1995 do Banco da China | Série de notas de 1995 do Banco da China | Série de notas de 1995 do Banco da China           | Série de notas de 1995 do Banco da China | Série de notas de 1995 do Banco da China                                                  | Série de notas de 1995 do Banco da China |
| Imagem                                   | Imagem                                   | Valor                                    | Descrição                                | Descrição                                | Descrição                                          | Descrição                                | Data impressa                                                                             | Marca d'água                             |
| Anverso                                  | Reverso                                  | Valor                                    | Dimensões                                | Cor                                      | Anverso                                            | Reverso                                  | Data impressa                                                                             | Marca d'água                             |
| ---------------------------------------- | ---------------------------------------- | ---------------------------------------- | ---------------------------------------- | ---------------------------------------- | -------------------------------------------------- | ---------------------------------------- | ----------------------------------------------------------------------------------------- | ---------------------------------------- |
|                                          |                                          | MOP$10                                   | 138 × 69 mm                              | Castanho                                 | Farol da Guia na Fortaleza da Guia                 | Banco da China, Sucursal de Macau        | 16 de outubro de 1995                                                                     | Lótus                                    |
|                                          |                                          | MOP$10                                   | 138 × 69 mm                              | Vermelho, laranja                        | Farol da Guia na Fortaleza da Guia                 | Banco da China, Sucursal de Macau        | 8 de janeiro de 2001 2 de fevereiro de 2002 8 de dezembro de 2003                         | Lótus                                    |
|                                          |                                          | MOP$20                                   | 143 × 71,5 mm                            | Violeta                                  | Templo de A-Má                                     | Banco da China, Sucursal de Macau        | 1 de setembro de 1996 20 de dezembro de 1999 8 de dezembro de 2003                        | Lótus                                    |
|                                          |                                          | MOP$50                                   | 148 × 74 mm                              | Amarelo-cinzento                         | Universidade de Macau                              | Banco da China, Sucursal de Macau        | 16 de outubro de 1995 1 de novembro de 1997 20 de dezembro de 1999                        | Lótus                                    |
|                                          |                                          | MOP$100                                  | 153 × 76,5 mm                            | Azul                                     | Terminal Marítimo de Passageiros do Porto Exterior | Banco da China, Sucursal de Macau        | 16 de outubro de 1995 20 de dezembro de 1999 2 de fevereiro de 2002 8 de dezembro de 2003 | Lótus                                    |
|                                          |                                          | MOP$500                                  | 158 × 79 mm                              | Verde                                    | Ponte da Amizade                                   | Banco da China, Sucursal de Macau        | 16 de outubro de 1995 20 de dezembro de 1999 2 de fevereiro de 2002 8 de dezembro de 2003 | Lótus                                    |
|                                          |                                          | MOP$1000                                 | 163 × 81,5 mm                            | Laranja                                  | Sai Van (Praia de Bom Porto)                       | Banco da China, Sucursal de Macau        | 16 de outubro de 1995 20 de dezembro de 1999 8 de dezembro de 2003                        | Lótus                                    |

| Série de notas de 2005 do Banco Nacional Ultramarino | Série de notas de 2005 do Banco Nacional Ultramarino | Série de notas de 2005 do Banco Nacional Ultramarino | Série de notas de 2005 do Banco Nacional Ultramarino | Série de notas de 2005 do Banco Nacional Ultramarino | Série de notas de 2005 do Banco Nacional Ultramarino | Série de notas de 2005 do Banco Nacional Ultramarino | Série de notas de 2005 do Banco Nacional Ultramarino                                 | Série de notas de 2005 do Banco Nacional Ultramarino |
| Imagem                                               | Imagem                                               | Valor                                                | Descrição                                            | Descrição                                            | Descrição                                            | Descrição                                            | Data impressa                                                                        | Marca d'água                                         |
| Anverso                                              | Reverso                                              | Valor                                                | Dimensões                                            | Cor                                                  | Anverso                                              | Reverso                                              | Data impressa                                                                        | Marca d'água                                         |
| ---------------------------------------------------- | ---------------------------------------------------- | ---------------------------------------------------- | ---------------------------------------------------- | ---------------------------------------------------- | ---------------------------------------------------- | ---------------------------------------------------- | ------------------------------------------------------------------------------------ | ---------------------------------------------------- |
| [ 14 ]                                               | [ 14 ]                                               | MOP$10                                               | 138 × 69 mm                                          | Vermelho                                             | Estátua de Mazu                                      | Edifício do Banco Nacional Ultramarino               | 8 de agosto de 2005 8 de agosto de 2010 11 de novembro de 2013 6 de novembro de 2017 | Lótus                                                |
| [ 15 ]                                               | [ 15 ]                                               | MOP$20                                               | 143 × 71,5 mm                                        | Violeta                                              | Aeroporto Internacional de Macau                     | Edifício do Banco Nacional Ultramarino               | 8 de agosto de 2005 8 de agosto de 2010 11 de novembro de 2013 6 de novembro de 2017 | Lótus                                                |
| [ 16 ]                                               | [ 16 ]                                               | MOP$50                                               | 148 x 74 mm                                          | Castanho                                             | Ponte de Sai Van                                     | Edifício do Banco Nacional Ultramarino               | 8 de agosto de 2009 11 de novembro de 2013 6 de novembro de 2017                     | Lótus                                                |
| [ 17 ]                                               | [ 17 ]                                               | MOP$100                                              | 153 × 76,5 mm                                        | Azul                                                 | Largo do Senado                                      | Edifício do Banco Nacional Ultramarino               | 8 de agosto de 2005 8 de agosto de 2010 11 de novembro de 2013 6 de novembro de 2017 | Lótus                                                |
| [ 18 ]                                               | [ 18 ]                                               | MOP$500                                              | 158 × 79 mm                                          | Verde                                                | Torre de Macau                                       | Edifício do Banco Nacional Ultramarino               | 8 de agosto de 2005 8 de agosto de 2010 11 de novembro de 2013 6 de novembro de 2017 | Lótus                                                |
| [ 19 ]                                               | [ 19 ]                                               | MOP$1000                                             | 163 × 81,5 mm                                        | Laranja                                              | Centro Cultural de Macau                             | Edifício do Banco Nacional Ultramarino               | 8 de agosto de 2005 8 de agosto de 2010 11 de novembro de 2013 6 de novembro de 2017 | Lótus                                                |

| Série de notas de 2008 do Banco da China | Série de notas de 2008 do Banco da China | Série de notas de 2008 do Banco da China | Série de notas de 2008 do Banco da China | Série de notas de 2008 do Banco da China | Série de notas de 2008 do Banco da China | Série de notas de 2008 do Banco da China | Série de notas de 2008 do Banco da China                     | Série de notas de 2008 do Banco da China |
| Imagem                                   | Imagem                                   | Valor                                    | Descrição                                | Descrição                                | Descrição                                | Descrição                                | Data impressa                                                | Marca d'água                             |
| Anverso                                  | Reverso                                  | Valor                                    | Dimensões                                | Cor                                      | Anverso                                  | Reverso                                  | Data impressa                                                | Marca d'água                             |
| ---------------------------------------- | ---------------------------------------- | ---------------------------------------- | ---------------------------------------- | ---------------------------------------- | ---------------------------------------- | ---------------------------------------- | ------------------------------------------------------------ | ---------------------------------------- |
| [ 20 ]                                   | [ 20 ]                                   | MOP$10                                   | 138 × 69 mm                              | Vermelho                                 | Templo de A-Má                           | Banco da China, Sucursal de Macau        | 8 de agosto de 2008 1 de julho de 2013 6 de novembro de 2017 | Lótus                                    |
| [ 21 ]                                   | [ 21 ]                                   | MOP$20                                   | 143 × 71,5 mm                            | Violeta                                  | Fachada das Ruínas de São Paulo          | Banco da China, Sucursal de Macau        | 8 de agosto de 2008 1 de julho de 2013 6 de novembro de 2017 | Lótus                                    |
| [ 22 ]                                   | [ 22 ]                                   | MOP$50                                   | 148 × 74 mm                              | Castanho                                 | Teatro Dom Pedro V                       | Banco da China, Sucursal de Macau        | 8 de agosto de 2008 1 de julho de 2013 6 de novembro de 2017 | Lótus                                    |
| [ 23 ]                                   | [ 23 ]                                   | MOP$100                                  | 153 × 76,5 mm                            | Azul                                     | Fortaleza da Guia e Fortaleza do Monte   | Banco da China, Sucursal de Macau        | 8 de agosto de 2008 1 de julho de 2013 6 de novembro de 2017 | Lótus                                    |
| [ 24 ]                                   | [ 24 ]                                   | MOP$500                                  | 158 × 79 mm                              | Verde                                    | Casa do Mandarim                         | Banco da China, Sucursal de Macau        | 8 de agosto de 2008 1 de julho de 2013 6 de novembro de 2017 | Lótus                                    |
| [ 25 ]                                   | [ 25 ]                                   | MOP$1000                                 | 163 × 81,5 mm                            | Laranja                                  | Edifício do Leal Senado                  | Banco da China, Sucursal de Macau        | 8 de agosto de 2008 1 de julho de 2013 6 de novembro de 2017 | Lótus                                    |

### Emissões comemorativas
Em 2008, o Banco da China, Sucursal de Macau emitiu quatro milhões de notas de vinte patacas em comemoração aos Jogos Olímpicos de Verão de 2008, que foram realizados em Pequim.
Em 2012, o Banco Nacional Ultramarino e o Banco da China emitiram um total de dez milhões de notas de dez patacas, em comemoração ao Ano do Dragão e entre 2012 e 2023 o Banco Nacional Ultramarino e o Banco da China estão autorizados a emitir um número máximo de vinte milhões de notas especiais com o valor nominal de dez patacas, para marcar cada ano-novo lunar. O Banco da China também emitiu uma nota de 100 patacas, em comemoração ao seu centésimo aniversário.
o Banco Nacional Ultramarino e o Banco da China emitiram um total de dez milhões (cinco milhões cada banco) de notas de vente patacas, em comemoração ao vigésimo aniversário de Transferência da soberania de Macau em 2019.
Em 2021, o Banco da China, Sucursal de Macau emitiu dois milhões de notas de vinte patacas em comemoração aos Jogos Olímpicos de Inverno de 2022, que foram realizados em Pequim no ano seguinte.

## Taxa de câmbio histórica
Apesar do facto da pataca ser a moeda oficial de Macau, a maior parte da moeda em circulação na região administrativa especial é na verdade os dólares de Hong Kong. As patacas representavam apenas 29,9% da massa monetária de Macau no final de 1998. A taxa de câmbio está indexada, sendo aproximadamente MOP$1,03 para HK$1. Para os dólares dos Estados Unidos, aos quais o dólar de Hong Kong está vagamente indexado, a taxa de câmbio é de cerca de oito patacas para um dólar estado-unidense. Embora seja possível a troca das patacas em Macau, é impossível ou difícil fazer em outro local. Os poucos lugares em Hong Kong onde as patacas disponíveis estão concentradas são na Cleverly Street no distrito Central, a uma curta distância do Terminal Ferry Hong Kong-Macau.
Embora a pataca seja a moeda legal de Macau, o dólar de Hong Kong é atualmente aceite quase universalmente no território, e em alguns casos, é preferível à pataca. A circulação da pataca é obrigatória pelo Decreto-Lei n.º 16/95/M, que proíbe a recusa por parte de comerciantes, mas alguns casinos violam esta regra e recusam as apostas em patacas. O dólar de Hong Kong e o iuane chinês são geralmente aceites em todos os casinos e restaurantes de Macau. Os pagamentos às agências governamentais podem ser feitas também em patacas e em dólares de Hong Kong.
Como atualmente não há restrições na importação ou exportação de qualquer moeda local ou de Macau, a troca de moeda pode ser realizada em hotéis, bancos e casas de câmbios localizados por toda a cidade.
| Ano                      | 2002    | 2003    | 2004    | 2005    | 2006    | 2007    | 2008    | 2009    |
| Dólar de Hong Kong       | 1,03    | 1,03    | 1,03    | 1,03    | 1,03    | 1,03    | 1,03    | 1,03    |
| Iuane chinês             | 0,9706  | 0,9691  | 0,9693  | 0,9778  | 1,0025  | 1,0560  | 1,1546  | 1,1688  |
| Dólar dos Estados Unidos | 8,0334  | 8,0214  | 8,0226  | 8,0109  | 8,0006  | 8,0360  | 8,0206  | 7,9842  |
| Libra esterlina          | 12,0766 | 13,1040 | 14,6911 | 14,5820 | 14,6993 | 16,0887 | 14,8965 | 12,5159 |
| Novo dólar taiwanês      | 0,2328  | 0,2332  | 0,2401  | 0,2494  | 0,2462  | 0,2447  | 0,2548  | 0,2418  |
| Euro                     | 7,5984  | 9,0696  | 9,9645  | 9,9721  | 10,0272 | 11,0049 | 11,8092 | 11,1309 |
| Dólar australiano        | 4,3703  | 5,2271  | 5,9021  | 6,1064  | 6,0169  | 6,7351  | 6,8552  | 6,3269  |
| Uone sul-coreano         | 0,0065  | 0,0067  | 0,0070  | 0,0078  | 0,0084  | 0,0087  | 0,0074  | 0,0063  |
| Iene                     | 0,0643  | 0,0692  | 0,0742  | 0,0729  | 0,0689  | 0,0683  | 0,0776  | 0,0854  |
| Ringuite malaio          | 2,1141  | 2,1109  | 2,1112  | 2,1155  | 2,1797  | 2,3374  | 2,4124  | 2,2669  |
| Dólar neozelandês        | 3,7306  | 4,6671  | 5,3214  | 5,6436  | 5,1889  | 5,9128  | 5,7341  | 5,0721  |
| Dólar de Singapura       | 4,4893  | 4,6034  | 4,7452  | 4,8137  | 5,0294  | 5,3325  | 5,6788  | 5,4955  |
| Franco suíço             | 5,1812  | 5,9632  | 6,4572  | 6,4424  | 6,3801  | 6,6998  | 7,4326  | 7,3721  |

| Ano                      | 1990    | 1991    | 1992    | 1993    | 1994    | 1995    | 1996    | 1997    | 1998    | 1999    | 2000    | 2001    |
| Dólar de Hong Kong       | 1,03    | 1,03    | 1,03    | 1,03    | 1,03    | 1,03    | 1,03    | 1,03    | 1,03    | 1,03    | 1,03    | 1,03    |
| Escudo português         | 0,0564  | 0,0555  | 0,0593  | 0,0497  | 0,0481  | 0,0532  | 0,0517  | 0,0456  | 0,0443  | 0,0425  | 0,0370  | 0,0359  |
| Marco alemão             | 4,9750  | 4,8362  | 5,1221  | 4,8199  | 4,9225  | 5,5677  | 5,2977  | 4,6049  | 4,5381  | 4,3601  | 3,7929  | 3,6794  |
| Franco francês           | 1,4767  | 1,4222  | 1,5115  | 1,4076  | 1,4392  | 1,5988  | 1,5583  | 1,3679  | 1,3537  | 1,3000  | 1,1309  | 1,0971  |
| Dólar dos Estados Unidos | 8,0230  | 8,0041  | 7,9723  | 7,9679  | 7,9602  | 7,9679  | 7,9664  | 7,9749  | 7,9788  | 7,9918  | 8,0260  | 8,0335  |
| Libra esterlina          | 14,3239 | 14,1421 | 14,0998 | 11,9638 | 12,1982 | 12,5766 | 12,4392 | 13,0709 | 13,2203 | 12,9284 | 12,1663 | 11,5698 |
| Iuane chinês             |         |         |         |         |         |         |         | 0,9620  | 0,9637  | 0,9654  | 0,9695  | 0,9706  |
| Novo dólar taiwanês      |         |         |         |         |         |         |         | 0,2788  | 0,2384  | 0,2477  | 0,2574  | 0,2379  |
| Euro                     |         |         |         |         |         |         |         | 9,0177  | 8,9532  | 8,5277  | 7,4183  | 7,1962  |
| Dólar australiano        |         |         |         |         |         |         |         | 5,9341  | 5,0203  | 5,1574  | 4,6739  | 4,1598  |
| Uone sul-coreano         |         |         |         |         |         |         |         | 0,0086  | 0,0057  | 0,0067  | 0,0071  | 0,0062  |
| Iene                     |         |         |         |         |         |         |         | 0,0661  | 0,0611  | 0,0704  | 0,0745  | 0,0662  |
| Ringuite malaio          |         |         |         |         |         |         |         | 2,8954  | 2,0387  | 2,1031  | 2,1121  | 2,1141  |
| Dólar neozelandês        |         |         |         |         |         |         |         | 5,2849  | 4,2816  | 4,2315  | 3,6684  | 3,3813  |
| Dólar de Singapura       |         |         |         |         |         |         |         | 5,3851  | 4,7720  | 4,7160  | 4,6553  | 4,4867  |
| Franco suíço             |         |         |         |         |         |         |         | 5,5020  | 5,5090  | 5,3278  | 4,7590  | 4,7638  |

Todas as taxas de câmbio da pataca após 1990, estão de acordo com o histórico do Anuário Estatístico da China.[carece de fontes?]